# Ana, la de Álamos Ventosos

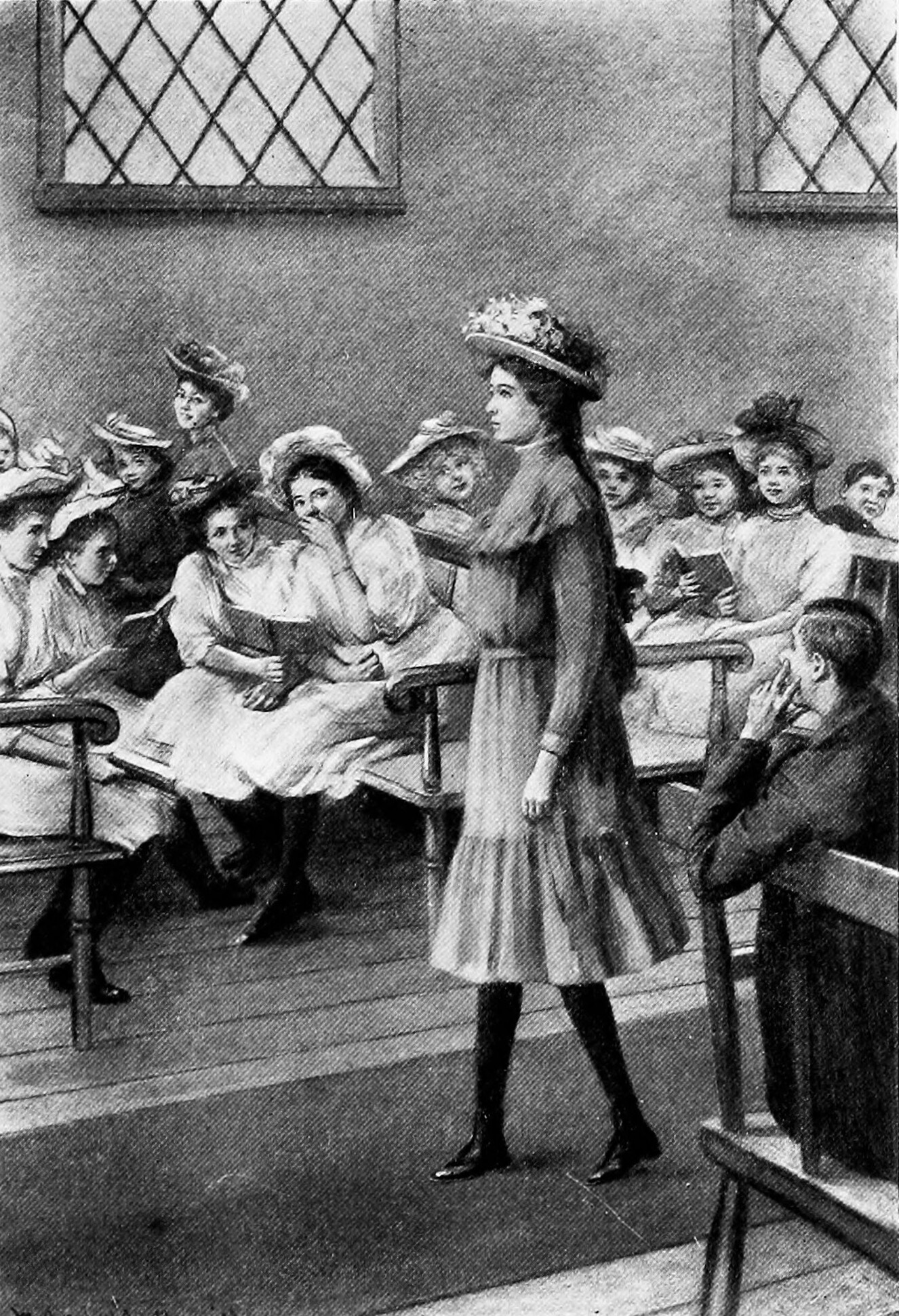
Anne Shirley, protagonista del relato, de niña, ilustración de la primera edición de Ana de las Tejas Verdes, 1908.

Ana, la de Álamos Ventosos es una novela en forma epistolar de la escritora canadiense Lucy Maud Montgomery. Publicado por primera vez en 1936, detalla las experiencias de Ana Shirley durante los tres años que pasa dando clases en el Instituto Summerside de Enseñanza Media, en la Isla del Príncipe Eduardo. 
La novela la forman una serie de cartas que Ana le envía a su prometido, Gilbert Blythe, quien está estudiando para ser médico. Siguiendo la línea cronológica este libro es el cuarto en la historia de Ana Shirley, sin embargo fue el séptimo libro en escribirse.

## Argumento
Ana, la de Álamos Ventosos nos cuenta el tiempo que transcurre desde la graduación de Ana en Redmond hasta su boda con Gilbert Blythe. Durante esos tres años, Ana entra a trabajar en el Instituto Summerside, como directora y profesora. Ana se aloja en Álamos Ventosos, la casa de dos peculiares viudas, Tía Kate y Tía Chatty, además de con Rebecca Dew, el ama de llaves y su gato Dusty Miller. Pero pronto, los miembros de la familia Pringles, conocida en Summerside como "La familia real", "Summerside está lleno de Pringles y medio Pringles" le informan a Ana nada más llegar allí, le darán a entender que no es la persona que ellos esperaban para el puesto de directora y desde ese momento intentaran hacer su vida y su trabajo un infierno. Pero todo cambiará cuando por una casualidad, Ana descubra el secreto más guardado de la familia Pringles.
La pelirroja también tendrá que vérselas con su desagradable compañera de trabajo Katherine Brooke, así como con otros excéntricos habitantes de Summerside. Por otro lado, Ana volverá a hacer de casamentera y entablará amistad con una solitaria niña, vecina de Álamos Ventosos, Elizabeth Campbell, cuya triste historia, hará que Ana tome cartas en el asunto.

## Álamos Ventosos y Sauces Ventosos
El título original de Montgomery para el libro era Anne of Windy Willows (Ana, la de Sauces Ventosos), pero su editor estadounidense le pidió que cambiara el título debido a las semejanzas con el nombre de otro libro, y que realizará algunos pequeños cortes al contenido de la novela. Montgomery accedió, y el libro corregido fue publicado en Estados Unidos y Canadá como Ana, la de Álamos Ventosos. Sin embargo su editor británico, no vio la necesidad de las revisiones y el cambio de nombre y publicó la versión íntegra bajo el título original, Anne of Windy Willows, versión que también fue publicada en otros países como Australia y Japón.